# The Road to You
The Road to You är ett livealbum av Pat Metheny Group, utgivet 1995 av Geffen. Liveupptagningarna kommer från deras Europaturné i Bari, Pescara, Jesi och Neapel i Italien. Även upptagningar från Marseille, Paris och Besançon i Frankrike.
De spelar framförallt låtar från albumet Letter from Home (1989) men även hitsen "First Circle" från First Circle (1984) och "Last Train Home" från Still Life (Talking) (1987).

## Låtlista
Alla låtar är skrivna av Pat Metheny om inget annat anges.
1. "Have You Heard" – 6:48
2. "First Circle" (Metheny/Mays) – 9:00
3. "The Road to You" – 5:47
4. "Half Life of Absolution" (Metheny/Mays) – 15:17
5. "Last Train Home" – 5:18
6. "Better Days Ahead" – 5:12
7. "Naked Moon" – 5:30
8. "Beat 70" (Metheny/Mays) – 5:05
9. "Letter from Home" – 2:34
10. "Third Wind" (Metheny/Mays) – 9:46
11. "Solo from 'More Travels'" – 3:45

## Medverkande
- Pat Metheny – gitarr, synthgitarr
- Lyle Mays – piano, keyboards
- Steve Rodby – kontrabas, elbas
- Paul Wertico – trummor, percussion
- Armando Marçal – percussion, timbales, congas, sång
- Pedro Aznar – sång, akustisk gitarr, percussion, saxofon, steel pan, vibrafon, marimba, melodica

## Utmärkelser
Grammy Awards
| År   | Vinnare           | Kategori                                      |
| ---- | ----------------- | --------------------------------------------- |
| 1994 | Pat Metheny Group | Grammy Award for Best Contemporary Jazz Album |